# Régis Rameau
Pas d'image ? Cliquez ici

a Compétitions nationales et continentales officielles uniquement.

Régis Rameau, né le 30 juin 1981 à Pau, est un joueur français de rugby à XV évoluant au poste de pilier.

## Biographie
Il pratique le rugby sous les couleurs de l'US Coarraze Nay en minimes avant de faire ses débuts en Fédérale 1 à l'âge de 18 ans[réf. nécessaire].
Il rejoint l'US Dax en 2003[réf. nécessaire] ; il prolonge son contrat avec l'US Dax à plusieurs reprises, entre autres en 2010 pour deux saisons.
En 2012, il rejoint le club de RC Massy qui vient alors d'accéder en Pro D2, avant de signer au Stade montois en 2013.
Son contrat avec Mont-de-Marsan prend fin en 2018 ; il rejoint ainsi l'un de ses anciens clubs, l'US Dax, pour un contrat d'une saison,.
À l'issue de sa première année, il prolonge pour une saison supplémentaire ; néanmoins, la collaboration entre les deux parties n'est pas honorée, le contrat les liant étant rompu à l'amiable avant le début de la saison 2019-2020.
Il se reconvertit ensuite en tant qu'entraîneur et intervient alors au sein du groupe d'entraîneurs du Stade montois. Plus tard, il entraîne les espoirs de l'Union sportive dacquoise, chargé du secteur de la mêlée.

## Palmarès
- Championnat de France de 2e division :
  - Vice-champion : 2007 avec l'US Dax.
  - Finaliste : 2006 avec l'US Dax.